# Francesco Sidoli

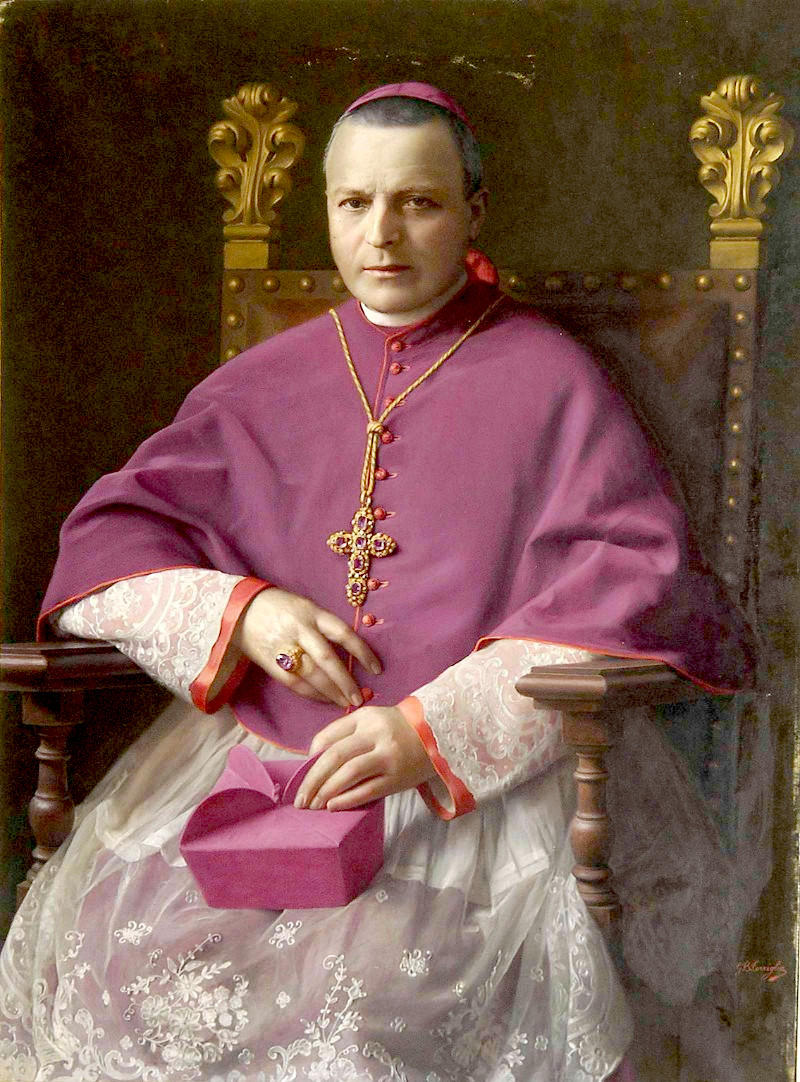
Bischof Francesco Sidoli (Gemälde)

Francesco Sidoli (* 2. November 1874 in Cereseto, Italien; † 18. Dezember 1924 in Genua) war ein italienischer Geistlicher und römisch-katholischer Erzbischof von Genua.

## Leben
Francesco Sidoli wurde am 20. Juni 1916 von Papst Benedikt XV. zum Bischof von Rieti ernannt. Die Bischofsweihe spendete ihm Kurienkardinal Gaetano De Lai am 25. Juli desselben Jahres; Mitkonsekratoren waren der Bischof von Gubbio, Giovanni Nasalli Rocca di Corneliano, und Luigi Capotosti, Sekretär der Kongregation für die Sakramentenordnung.
Papst Pius XI. ernannte ihn am 24. März 1924 zum Erzbischof von Genua. Er starb noch im selben Jahr mit nur fünfzig Jahren.